# Mimosa multipinna
Mimosa multipinna är en ärtväxtart som beskrevs av George Bentham. Mimosa multipinna ingår i släktet mimosor, och familjen ärtväxter.

## Underarter
Arten delas in i följande underarter:
- M. m. microphylla
- M. m. multipinna